# Moldavië op het Eurovisiesongfestival 2022

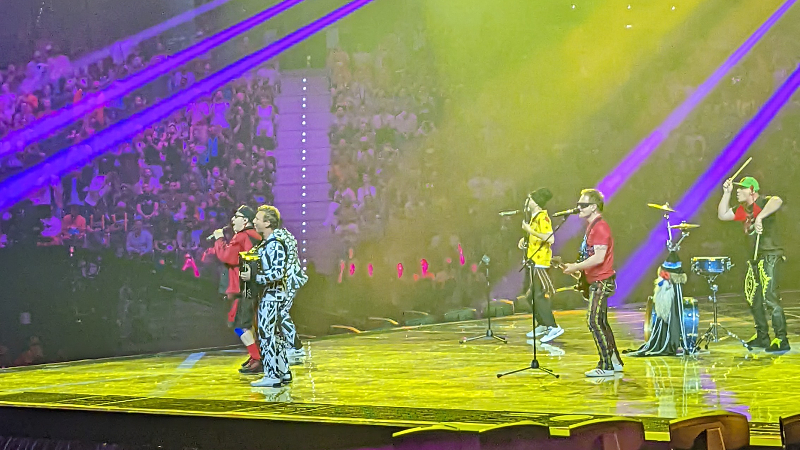
Moldavië tijdens de eerste halve finale in Turijn.

Moldavië nam deel aan het Eurovisiesongfestival 2022 in Turijn, Italië. Het was de zeventiende deelname van het land op het Eurovisiesongfestival. TRM was verantwoordelijk voor de Moldavische bijdrage voor de editie van 2022.

## Selectieprocedure
Meteen na afloop van het Eurovisiesongfestival 2021 gaf de Moldavische nationale omroep te kennen te zullen deelnemen aan de volgende editie van het Eurovisiesongfestival. De Moldavische kandidaat zou worden gekozen via een nationale finale die in het voorjaar van 2022 zou plaatsvinden. Op 21 december maakte de Moldavische nationale omroep de verdere details van de preselectie bekend. Geïnteresseerden konden tot 24 januari nummers opsturen naar de nationale omroep. Hierna koos een jury 28 deelnemers die mochten deelnemen aan de live uitgezonden audities op 29 januari. Een deel van de kandidaten zou dan uiteindelijk deelnemen aan de nationale finale die gepland stond op 5 maart 2022.
Op 29 januari maakte de omroep echter bekend dat de finale die voor 5 maart gepland stond wegens oplopende coronabesmettingen te annuleren. De audities die op 29 januari op het programma stonden gingen wel door en dienende als selectiemoment. Een vijfkoppige jury met onder meer oud-deelnemers Geta Burlacu, Cristina Scarlat en Aliona Moon koos de Moldavische act. In het avondnieuws werd  de winnaar bekendgemaakt. Na 2005 en 2011 gaat de groep Zdob şi Zdub ook in 2022 voor Moldavië naar het songfestival. In Turijn verschijnen ze met het nummer Trenuleţul en krijgen ze gezelschap van Frații Advahov.

## In Turijn
Moldavië trad aan als negende act in de eerste halve finale, op dinsdag 10 mei 2022. Het land wist zich te plaatsen, en eindigde in de grote finale op de 7de plaats. Moldavië kreeg 253 punten, waarvan 239 punten van de kijkers thuis. Enkel winnaar Oekraïne kreeg meer stemmen van de kijkers.
2005 · 2006 · 2007 · 2008 · 2009 · 2010 · 2011 · 2012 · 2013 · 2014 · 2015 · 2016 · 2017 · 2018 · 2019 · 2020 · 2021 · 2022 · 2023 · 2024 · 2025
Albanië · Armenië · Australië · Azerbeidzjan · België · Bulgarije · Cyprus · Denemarken · Duitsland · Estland · Finland · Frankrijk · Georgië · Griekenland · Ierland · IJsland · Israël · Italië · Kroatië · Letland · Litouwen · Malta · Moldavië · Montenegro · Nederland · Noord-Macedonië · Noorwegen · Oekraïne · Oostenrijk · Polen · Portugal · Roemenië · San Marino · Servië · Slovenië · Spanje · Tsjechië · Verenigd Koninkrijk · Zweden · Zwitserland